# Bogosia bequaerti
Bogosia bequaerti là một loài ruồi trong họ Tachinidae.